# Список губернаторов Флориды
Губернатор Флориды — глава исполнительной власти штата Флорида и главнокомандующий вооружёнными силами штата. Отвечает за исполнение законов штата, имеет право собирать Законодательное собрание Флориды, одобрять принятые собранием законы или накладывать на них вето, а также осуществлять помилование, кроме дел об отрешении от должности.
Первым (военным) губернатором после покупки штата у Испании в 1819 году стал будущий президент США Эндрю Джексон. В 1822 году была образована Территория Флорида, и пять человек работали её губернаторами шесть отдельных сроков. Первый губернатор территории, Уильям Поуп Дюваль, служил 12 лет — самое длинное время службы губернатора любого штата США. После преобразования Флориды в штат в 1845 году, 43 политика занимали пост губернатора штата, один из которых прослужил два отдельных срока. Три губернатора штата провели в должности два полных четырёхлетних периода полномочий: Уильям Даннингтон Блоксам — не подряд, а также Ройбин Эскью и Джеб Буш, оба из которых переизбрались по истечении своего первого срока. Боб Грэм прослужил почти два срока — он подал в отставку всего за три дня до окончания второго срока. Меньше всех прослужил Уэйн Миксон — три дня после отставки предшественника.
Действующий губернатор, Рон Десантис, вступил в должность 8 января 2019 года.

## Губернаторы

### Военный губернатор
Список губернаторов Флориды до её приобретения Соединёнными Штатами см. здесь.
Испанская Флорида была куплена у Испании по договору Адамса — Ониса, вступившему в силу 10 июля 1821 года. Некоторые части Западной Флориды к тому времени уже были переданы Алабаме, Луизиане и Миссисипи; её остатки и Восточная Флорида первоначально управлялись командующим армейскими частями США, помогавшими укрепить американское влияние в регионе.
| Портрет | Имя                     | Вступил в должность | Покинул должность | Кем назначен | Примечания      |
| ------- | ----------------------- | ------------------- | ----------------- | ------------ | --------------- |
|         | Эндрю Джексон 1767—1845 | 10 марта 1821       | 31 декабря 1821   | Джеймс Монро | [ К 1 ] [ К 2 ] |

### Губернаторы Территории Флорида
Территория Флорида была организована 30 марта 1822 года, объединив Восточную и Западную Флориду.
| Портрет           | Имя                          | Вступил в должность | Покинул должность | Кем назначен          |
| ----------------- | ---------------------------- | ------------------- | ----------------- | --------------------- |
|                   | Уильям Поуп Дюваль 1784—1854 | 17 апреля 1822      | 24 апреля 1834    | Джеймс Монро          |
| Джон Куинси Адамс | Уильям Поуп Дюваль 1784—1854 | 17 апреля 1822      | 24 апреля 1834    |                       |
| Эндрю Джексон     | Уильям Поуп Дюваль 1784—1854 | 17 апреля 1822      | 24 апреля 1834    |                       |
|                   | Джон Итон 1790—1856          | 24 апреля 1834      | 16 марта 1836     | Эндрю Джексон         |
|                   | Ричард Колл 1792—1862        | 16 марта 1836       | 2 декабря 1839    | Эндрю Джексон         |
|                   | Роберт Рид 1789—1841         | 2 декабря 1839      | 19 марта 1841     | Мартин Ван Бюрен      |
|                   | Ричард Колл 1792—1862        | 19 марта 1841       | 11 августа 1844   | Уильям Генри Гаррисон |
| Джон Тайлер       | Ричард Колл 1792—1862        | 19 марта 1841       | 11 августа 1844   |                       |
|                   | Джон Бранч 1782—1863         | 11 августа 1844     | 25 июня 1845      | Джон Тайлер           |

### Губернаторы штата Флорида
Флорида была принята в состав США 3 марта 1845 года. 10 января 1861 года она вышла из Федерации, а 8 февраля того же года стала членом-учредителем Конфедеративных штатов Америки; правительства Федерации в изгнании не существовало, поэтому линия губернаторов единственна и непрерывна. После окончания гражданской войны, во время реконструкции Юга, штат стал частью 3-го военного округа. 25 июня 1868 года Флорида была повторно принята в Федерацию.
Первая конституция Флориды, ратифицированная в 1838 году, предусматривала выборы губернатора каждые четыре года, причём переизбираться было нельзя. Сецессионистская конституция 1861 года снизила срок до двух лет и устранила ограничение по числу сроков, но штат пал перед войсками Федерации до первых выборов по этой конституции. Отклонённая конституция 1865 года и ратифицированная 1868 года сохранили длительность срока в четыре года, но убрали первоначальное ограничение по числу сроков, которое было затем введено вновь конституцией 1885 года. В действующей конституции 1968 года заявлено, что, если губернатор прослужит или прослужил бы, если бы не ушёл в отставку, более шести лет в течение двух сроков подряд, то он не сможет переизбраться на следующий срок. В 1885 году начало срока было установлено на первый вторник после первого понедельника в январе следующего после выборов года, причём данная дата не менялась и в дальнейшем.
Первоначально, председатель сената штата исполнял обязанности губернатора в случаях вакантности должности. Отклонённая конституция 1865 года и ратифицированная в 1868 году предусматривали создание поста вице-губернатора, замещавшего губернатора подобным образом. В 1885 году эта должность была упразднена, а долг исполнения обязанностей губернатора был вновь возложен на председателя сената штата. Конституция 1968 года вновь учредила должность вице-губернатора, которому передаются полномочия губернатора в случае отсутствия последнего. Губернатор и вице-губернатор избираются по одному и тому же бюллетеню.
До гражданской войны избиратели Флориды поддерживали Демократическую партию, избирая кандидатов только от неё и партии вигов. После Реконструкции Юга были избраны три губернатора-республиканца, но затем Демократическая партия восстановила своё положение, и очередной республиканец был избран только по прошествии 89 лет.
 Демократическая партия (34)
 Беспартийный (1)
 Партия сухого закона (1)
 Временный (1)
 Республиканская партия (9)
 Партия вигов (1)
| #  | Портрет              | Имя | Имя                               | Начало срока     | Конец срока      | Вице-губернатор    | Вице-губернатор            | Сроков |
| -- | -------------------- | --- | --------------------------------- | ---------------- | ---------------- | ------------------ | -------------------------- | ------ |
| 1  |                      |     | Уильям Данн Моусли 1795—1863      | 25 июня 1845     | 1 октября 1849   | Нет                | Нет                        | 1      |
| 2  |                      |     | Томас Браун 1785—1867             | 1 октября 1849   | 3 октября 1853   | Нет                | Нет                        | 1      |
| 3  |                      |     | Джеймс Брум 1808—1883             | 3 октября 1853   | 5 октября 1857   | Нет                | Нет                        | 1      |
| 4  |                      |     | Медисон Перри 1814—1865           | 5 октября 1857   | 7 октября 1861   | Нет                | Нет                        | 1      |
| 5  |                      |     | Джон Милтон 1807—1865             | 7 октября 1861   | 1 апреля 1865    | Нет                | Нет                        | 1⁄2    |
| 6  |                      |     | Авраам Эллисон 1810—1893          | 1 апреля 1865    | 19 мая 1865      | Нет                | Нет                        | 1⁄2    |
| 7  |                      |     | Уильям Марвин 1808—1902           | 13 июля 1865     | 20 декабря 1865  | Нет                | Нет                        | —      |
| 8  |                      |     | Дэвид Уокер 1815—1891             | 20 декабря 1865  | 4 июля 1868      |                    | Уильям Келли               | —      |
| 9  |                      |     | Гаррисон Рид 1813—1899            | 4 июля 1868      | 7 января 1873    |                    | Уильям Генри Глисон        | 1      |
| 9  | Эдмунд Уикс          |     | Гаррисон Рид 1813—1899            | 4 июля 1868      | 7 января 1873    |                    |                            | 1      |
| 9  | Семьюэл Дей          |     | Гаррисон Рид 1813—1899            | 4 июля 1868      | 7 января 1873    |                    |                            | 1      |
| 10 |                      |     | Оссиан Харт 1821—1874             | 7 января 1873    | 18 марта 1874    |                    | Марселлус Стёрнс           | 1⁄2    |
| 11 |                      |     | Марселлус Стёрнс 1839—1891        | 18 марта 1874    | 2 января 1877    | Должность вакантна | Должность вакантна         | 1⁄2    |
| 12 |                      |     | Джордж Франклин Дрю 1827—1900     | 2 января 1877    | 4 января 1881    |                    | Нобл Халл                  | 1      |
| 13 |                      |     | Уильям Блоксам 1835—1911          | 4 января 1881    | 7 января 1885    |                    | Ливингстон Бетель          | 1      |
| 14 |                      |     | Эдвард Перри 1831—1889            | 7 января 1885    | 8 января 1889    |                    | Милтон Мобри               | 1      |
| 15 |                      |     | Францис Флеминг 1841—1908         | 8 января 1889    | 3 января 1893    | Нет                | Нет                        | 1      |
| 16 |                      |     | Генри Митчелл 1831—1903           | 3 января 1893    | 5 января 1897    | Нет                | Нет                        | 1      |
| 17 |                      |     | Уильям Блоксам 1835—1911          | 5 января 1897    | 8 января 1901    | Нет                | Нет                        | 1      |
| 18 |                      |     | Уильям Шермен Дженнингс 1863—1920 | 8 января 1901    | 3 января 1905    | Нет                | Нет                        | 1      |
| 19 |                      |     | Наполеон Броуард 1857—1910        | 3 января 1905    | 5 января 1909    | Нет                | Нет                        | 1      |
| 20 |                      |     | Альберт Гилкрист 1858—1926        | 5 января 1909    | 7 января 1913    | Нет                | Нет                        | 1      |
| 21 |                      |     | Парк Треммел 1876—1936            | 7 января 1913    | 2 января 1917    | Нет                | Нет                        | 1      |
| 22 |                      |     | Сидни Джонсон Кеттс 1863—1936     | 2 января 1917    | 4 января 1921    | Нет                | Нет                        | 1      |
| 23 |                      |     | Кери Харди 1876—1957              | 4 января 1921    | 6 января 1925    | Нет                | Нет                        | 1      |
| 24 |                      |     | Джон Мартин 1884—1958             | 6 января 1925    | 8 января 1929    | Нет                | Нет                        | 1      |
| 25 |                      |     | Дойл Карлтон 1885—1972            | 8 января 1929    | 3 января 1933    | Нет                | Нет                        | 1      |
| 26 |                      |     | Дэвид Шольц 1891—1953             | 3 января 1933    | 5 января 1937    | Нет                | Нет                        | 1      |
| 27 |                      |     | Фред Коун 1871—1948               | 5 января 1937    | 7 января 1941    | Нет                | Нет                        | 1      |
| 28 |                      |     | Спессерд Холленд 1892—1971        | 7 января 1941    | 2 января 1945    | Нет                | Нет                        | 1      |
| 29 |                      |     | Миллард Колдуэлл 1897—1984        | 2 января 1945    | 4 января 1949    | Нет                | Нет                        | 1      |
| 30 |                      |     | Фуллер Уоррен 1905—1973           | 4 января 1949    | 6 января 1953    | Нет                | Нет                        | 1      |
| 31 |                      |     | Дениел Маккарти 1912—1953         | 6 января 1953    | 28 сентября 1953 | Нет                | Нет                        | 1⁄3    |
| 32 |                      |     | Чарли Юджин Джонс 1905—1990       | 28 сентября 1953 | 4 января 1955    | Нет                | Нет                        | 1⁄3    |
| 33 |                      |     | Лирой Коллинз 1909—1991           | 4 января 1955    | 3 января 1961    | Нет                | Нет                        | 1⁄3+1  |
| 34 |                      |     | Сесил Фэррис Брайант 1914—2002    | 3 января 1961    | 5 января 1965    | Нет                | Нет                        | 1      |
| 35 |                      |     | Уильям Хейдон Бёрнс 1912—1987     | 5 января 1965    | 3 января 1967    | Нет                | Нет                        | 1      |
| 36 |                      |     | Клод Кёрк-младший 1926—2011       | 3 января 1967    | 5 января 1971    | Нет                | Нет                        | 1      |
| 36 | Рей Осборн           |     | Клод Кёрк-младший 1926—2011       | 3 января 1967    | 5 января 1971    |                    |                            | 1      |
| 37 |                      |     | Ройбин Эскью 1928—2014            | 5 января 1971    | 2 января 1979    |                    | Томас Бёртон Адамс-младший | 2      |
| 37 | Джим Уильямс         |     | Ройбин Эскью 1928—2014            | 5 января 1971    | 2 января 1979    |                    |                            | 2      |
| 38 |                      |     | Боб Грэм 1936—2024                | 2 января 1979    | 3 января 1987    |                    | Уэйн Миксон                | 1⁄2    |
| 39 |                      |     | Уэйн Миксон 1922—2020             | 3 января 1987    | 6 января 1987    | Должность вакантна | Должность вакантна         | 1⁄2    |
| 40 |                      |     | Боб Мартинес род. 1934            | 6 января 1987    | 8 января 1991    |                    | Бобби Брентли              | 1      |
| 41 |                      |     | Лотон Чайлз 1930—1998             | 8 января 1991    | 12 декабря 1998  |                    | Бадди Маккей               | 1⁄2    |
| 42 |                      |     | Бадди Маккей (1933—2025)          | 12 декабря 1998  | 5 января 1999    | Должность вакантна | Должность вакантна         | 1⁄2    |
| 43 |                      |     | Джеб Буш род. 1953                | 5 января 1999    | 2 января 2007    |                    | Френк Броуген              | 2      |
| 43 | Тони Дженнингс       |     | Джеб Буш род. 1953                | 5 января 1999    | 2 января 2007    |                    |                            | 2      |
| 44 |                      |     | Чарли Крайст род. 1956            | 2 января 2007    | 4 января 2011    |                    | Джефф Котткемп             | 1      |
| 44 |                      |     | Чарли Крайст род. 1956            | 2 января 2007    | 4 января 2011    |                    | Джефф Котткемп             | 1      |
| 45 |                      |     | Рик Скотт род. 1952               | 4 января 2011    | 8 января 2019    |                    | Дженнифер Керролл          | 2      |
| 45 | Карлос Лопез-Кантера |     | Рик Скотт род. 1952               | 4 января 2011    | 8 января 2019    |                    |                            | 2      |
| 46 |                      |     | Рон Десантис род. 1978            | 8 января 2019    | Действующий      |                    | Джанетт Нуньес             | 1      |

### Другие должности губернаторов
Четырнадцать губернаторов Флориды занимали федеральные государственные должности в США: один из них стал президентом, двое секретарями кабинета Президента, а ещё двое — послом и губернатором Северной Каролины соответственно, и все 14 избрались в Конгресс, хотя лишь девять представляли Флориду, и только семь заняли свои места. Один умер до вступления в должность, а другой получил отказ Сената в месте, поскольку был избран вскоре после гражданской войны в США во время реконструкции Юга, которая распространялась и на Флориду. Губернатор, отмеченный звёздочкой (*), подал в отставку ради места в Сенате.
| Имя                | Годы службы          | Должности                                                                                                  | Ист.   |
| ------------------ | -------------------- | --- | ------ |
| Эндрю Джексон      | 1821                 | Представитель и сенатор от Теннесси, Президент США                                                         | [ 42 ] |
| Уильям Поуп Дюваль | 1822—1834            | Представитель от Кентукки                                                                                  | [ 43 ] |
| Джон Итон          | 1834—1836            | Сенатор от Теннеси, Посол США в Испании, военный министр США                                               | [ 44 ] |
| Ричард Колл        | 1836—1839, 1841—1844 | Делегат от территории Флорида                                                                              | [ 45 ] |
| Роберт Рид         | 1839—1841            | Представитель от Флориды, а также от Джорджии                                                              | [ 46 ] |
| Джон Бранч         | 1844—1845            | Представитель и сенатор от Северной Каролины, губернатор Северной Каролины, министр военно-морских сил США | [ 47 ] |
| Уильям Марвин      | 1865                 | Был избран в Сенат от Флориды, но получил отказ в месте                                                    | [ 48 ] |
| Наполеон Броуард   | 1905—1909            | Был избран в Сенат от Флориды, но умер до вступления в должность                                           | [ 49 ] |
| Парк Треммел       | 1913—1917            | Сенатор от Флориды                                                                                         | [ 50 ] |
| Спессерд Холленд   | 1941—1945            | Сенатор от Флориды                                                                                         | [ 51 ] |
| Миллард Колдуэлл   | 1945—1949            | Представитель от Флориды                                                                                   | [ 52 ] |
| Боб Грэм           | 1979—1987            | Сенатор от Флориды*                                                                                        | [ 53 ] |
| Лотон Чайлз        | 1991—1998            | Сенатор от Флориды                                                                                         | [ 54 ] |
| Бадди Маккей       | 1998—1999            | Представитель от Флориды                                                                                   | [ 55 ] |

### Комментарии
1. ↑  У Джексона были официальные титулы: «Комиссионер США» и «Губернатор восточной и западной Флориды».[7]
2. ↑  8 октября 1821 года Джексон покинул Флориду[8] и 13 ноября 1821 года подал в отставку[9]. 31 декабря того же года Президент США отставку принял.[10]
3. 1 2  Губернатор прослужил один фактический, но два виртуальных срока — перешёл в другую партию, будучи в должности.
4. ↑  Официальная нумерация включает периоды полномочий переизбравшихся губернаторов, а также временного губернатора.
5. ↑  Должность вице-губернатора была учреждена в 1868 году, упразднена в 1885, и вновь создана в 1968.
6. ↑  Вице-губернаторы представляли ту же партию, что и соответствующие губернаторы, если не указано иное.
7. ↑  Неполные сроки некоторых губернаторов не следует понимать буквально; они призваны обозначить одиночные сроки, в течение которых работало по несколько губернаторов по различным обстоятельствам (отставка, уход из жизни и др.).
8. ↑  Ушел из жизни в должности; Милтон совершил самоубийство в связи с приближающимся поражением Конфедеративных штатов Америки, сказав в своем последнем обращении к законодательному собранию, что «смерть предпочтительнее объединения».[30]
9. ↑  Будучи президентом сената штата, исполнял обязанности губернатора до конца периода полномочий последнего.
10. ↑  Подал в отставку для того, чтобы скрыться от приближающихся войск Федерация, 19 июня 1865 года был задержан ими.[31] После его отставки должность губернатора Флориды была вакантной до назначения федерального губернатора.
11. 1 2  Назначен президентом Эндрю Джонсоном после Гражданской войны в США.
12. ↑  Первые выборы губернатора по конституции 1861 года должны были пройти в октябре 1865 года; однако из-за оккупации штата и составления новой конституции выборов не прошло.
13. 1 2  Представлял Республиканскую партию.
14. ↑  Согласно большинству источников, Уокер был демократом; согласно государственным архивам, он был «Консерватором».[32]
15. ↑  Во время попытки импичмента Гаррисона Рида Глисон провозгласил себя губернатором. В итоге Верховный суд принял сторону Рида, и Гаррисон был смещён с должности.[33]
16. ↑  Рид был всенародно избран по условиям конституции Флориды 1868 года и принял присягу 8 июня того же года; однако, только 4 июля 1868 федеральный командир Флориды, по-прежнему реконструируемой, признал юридическую силу конституции штата и выборов.[34]
17. ↑  Назначен временным вице-губернатором для замены Уильяма Генри Глисона. Однако, контролёр штата полагал, что губернатор не может назначать замену на выборную должность и отказался платить Уиксу зарплату, а Сенат отказался признавать его председательство и даже предложил ходатайство о его аресте. Губернатор Рид потребовал проведения внеочередных выборов для его замены и, хотя Уикс боролся против этого, Верховный суд Флориды объявил его срок полномочий истёкшим после подтверждения результатов новых выборов.[35]
18. 1 2 3  Умер в должности.
19. ↑  Будучи вице-губернатором, исполнял обязанности губернатора до конца срока последнего.
20. ↑  Подал в отставку ради полученного на выборах места в Палате представителей, однако его избрание было успешно оспорено Горацио Бисби-младшим[англ.].[36]
21. ↑  Будучи президентом сената штата, исполнял обязанности губернатора до внеочередных выборов.
22. ↑  Избран на внеочередных выборах для того, чтобы заполнить остаток срока Дениэла Маккарти; впоследствии полноправно избран.[37]
23. ↑  Срок полномочий Бёрнса был равен лишь двум годам, поскольку дата выборов губернатора была изменена так, чтобы не совпадать с президентскими выборами.[38]
24. ↑  Подал в отставку ради полученного на выборах места в Сенате.
25. 1 2  Будучи вице-губернатором, прослужил оставшуюся часть срока губернатора.
26. ↑  Подал в отставку ради поста председателя Атлантического университета Флориды.[39]
27. ↑  Крайст был избран как член Республиканской партии, а в апреле 2010 года стал независимым[40].
28. ↑  Подал в отставку в связи с расследованием о вымогательстве.[41]
29. ↑  Первый период полномочий губернатора Десантиса истёк[англ.] 8 ноября 2022 года; он ещё не превысил ограничение по числу сроков.

### Общие
- Governors of Florida (англ.). Ассоциация губернаторов США. Дата обращения: 31 марта 2010. Архивировано 25 марта 2010 года.
- A Guide to Florida Governors and the Florida Cabinet (англ.). Государственная библиотека и архив Флориды. Дата обращения: 30 июня 2010. Архивировано 30 апреля 2013 года.

### Редакции конституции Флориды
- Действующая конституция штата Флорида 1968 года (англ.). Законодательное собрание Флориды[англ.] (1968). Дата обращения: 31 марта 2010. Архивировано из оригинала 8 декабря 2008 года.
- Конституция штата Флорида 1885 года (англ.). Государственная библиотека и архив Флориды (1885). Дата обращения: 31 марта 2010. Архивировано 6 марта 2010 года.
- Конституция штата Флорида 1868 года (англ.). Государственная библиотека и архив Флориды (1868). Дата обращения: 31 марта 2010. Архивировано 6 марта 2010 года.
- Отклонённая конституция штата Флорида 1865 года (англ.). Государственная библиотека и архив Флориды (1865). Дата обращения: 31 марта 2010. Архивировано 29 июня 2011 года.
- Сецессионистская конституция штата Флорида 1861 года (англ.). Государственная библиотека и архив Флориды (1861). Дата обращения: 31 марта 2010. Архивировано 16 июля 2011 года.
- Конституция штата Флорида 1838 года (англ.). Государственная библиотека и архив Флориды (1838). Дата обращения: 31 марта 2010. Архивировано 25 августа 2011 года.